# Gunnersbury (métro de Londres)
Gunnersbury est une station de la District line du métro de Londres et du réseau London Overground.

## Services aux voyageurs

### Desserte

Installations
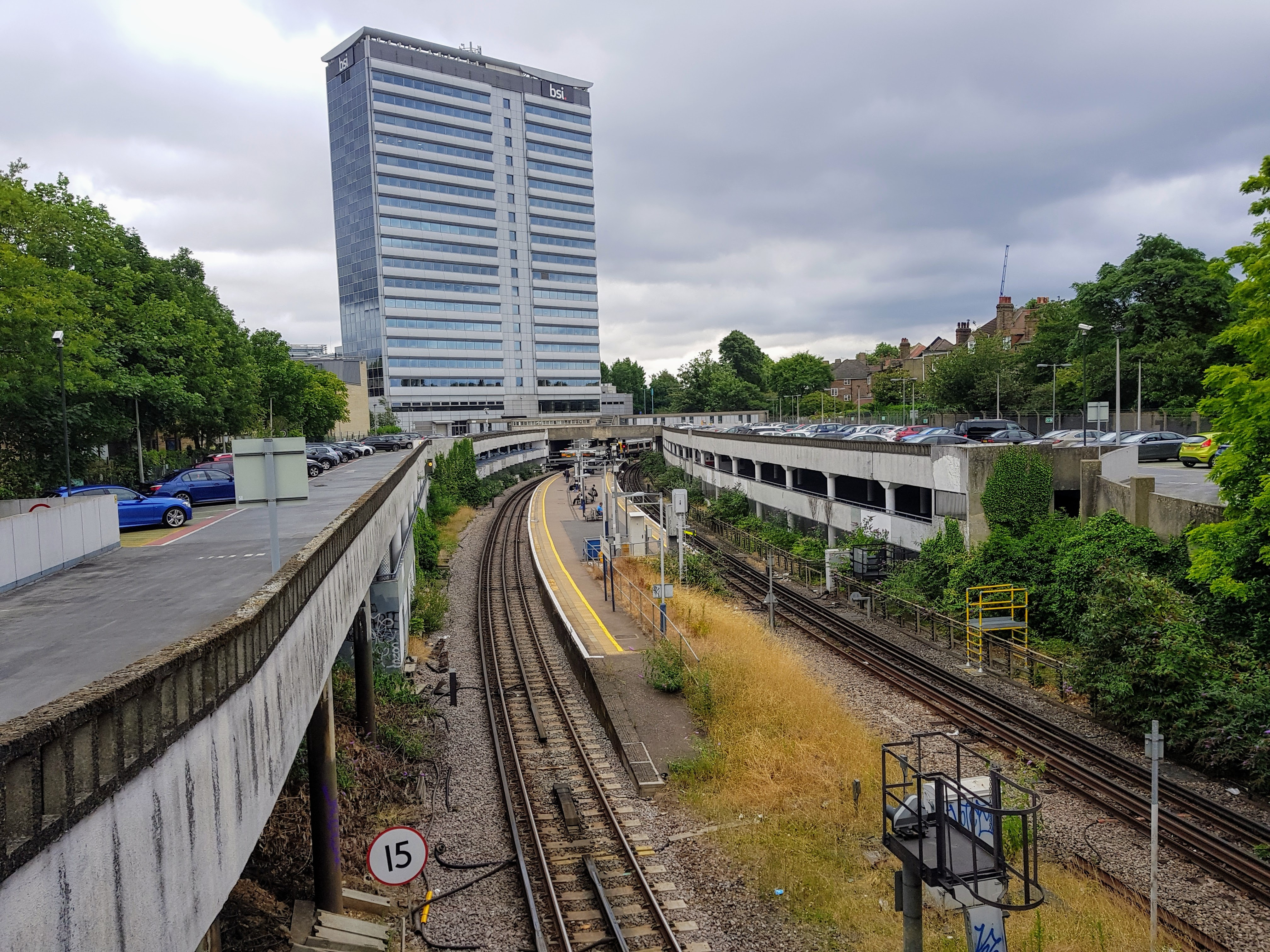
Vue générale.
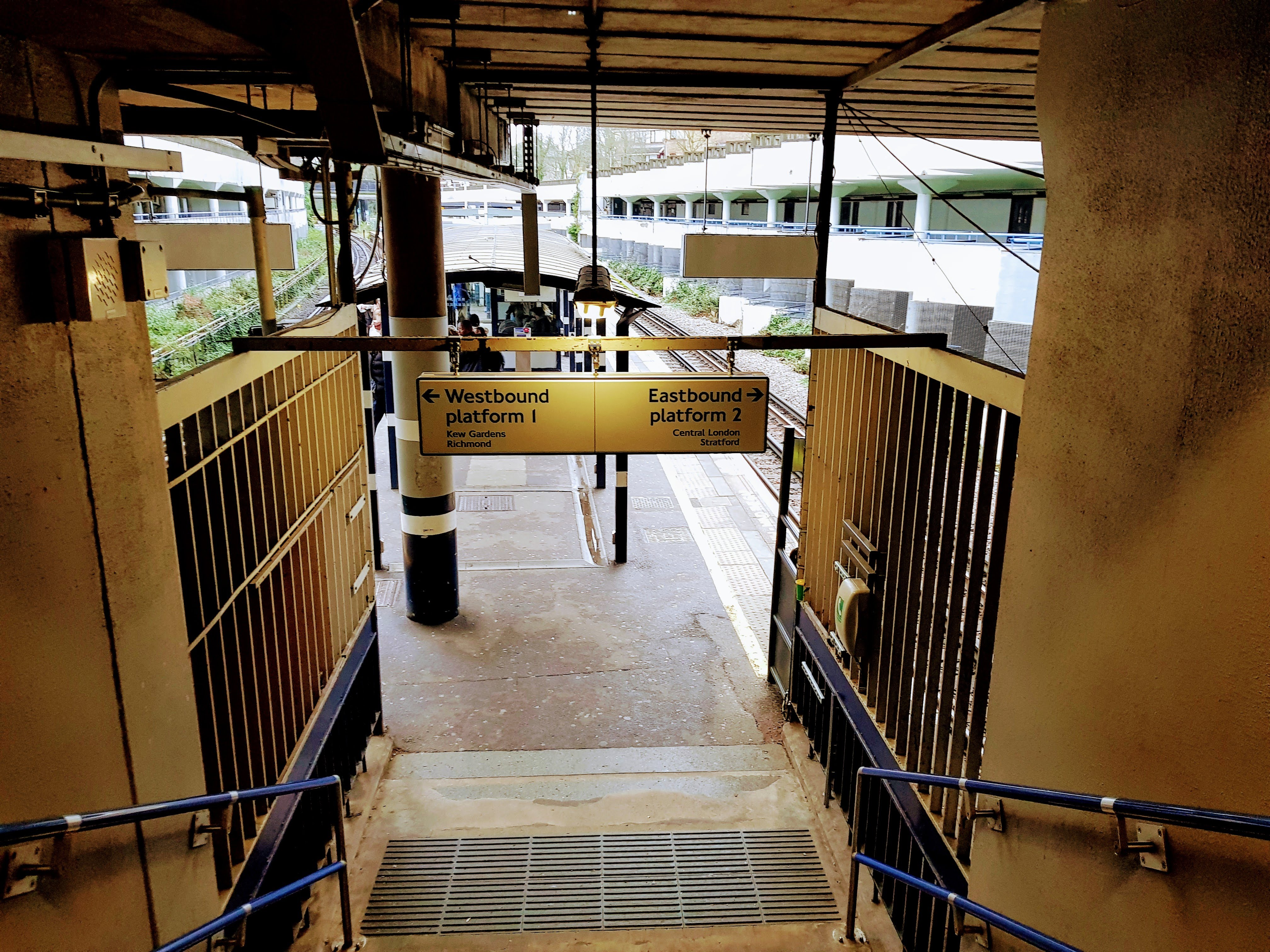
Accès quai.
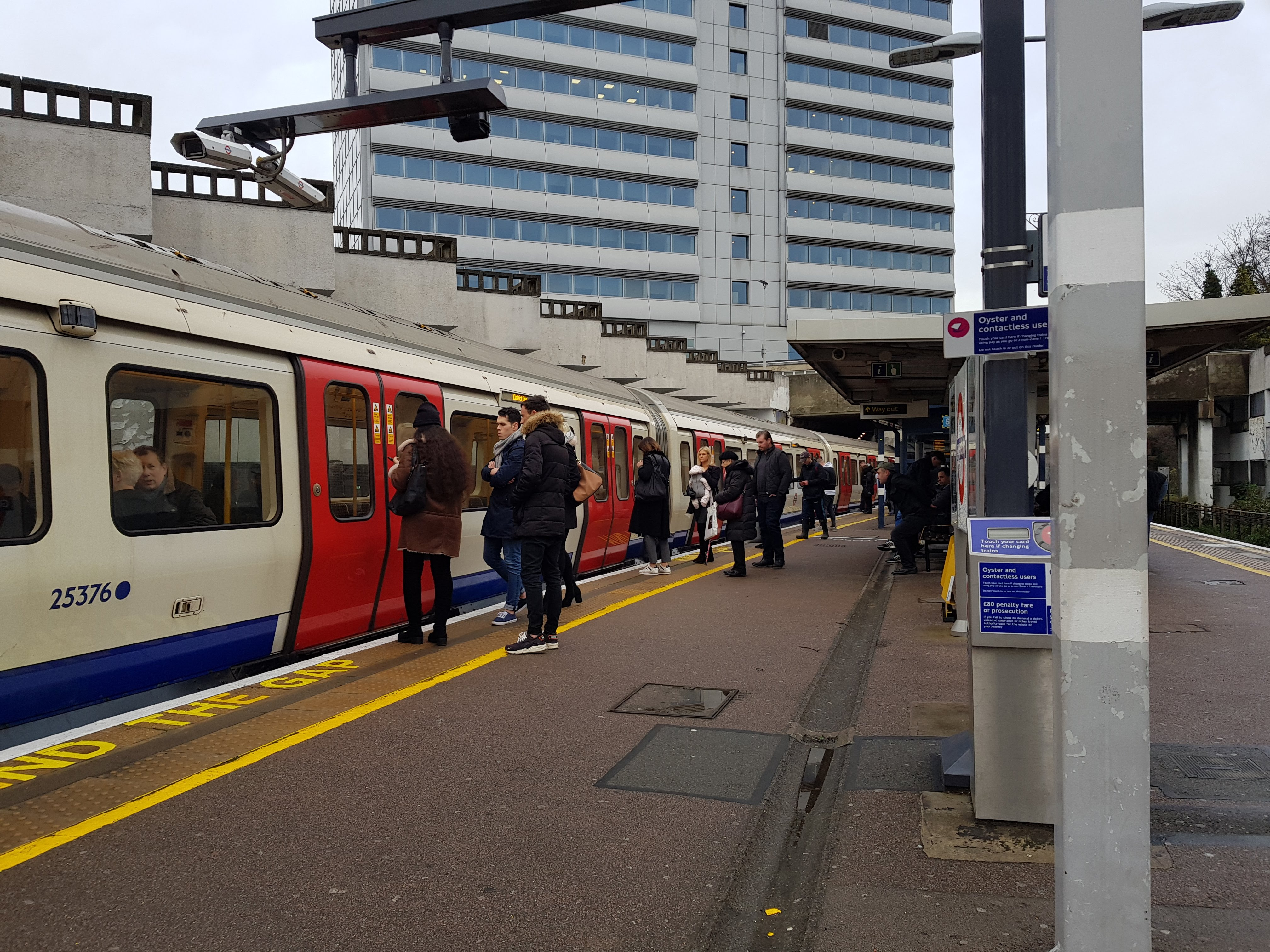
Desserte.

## À proximité

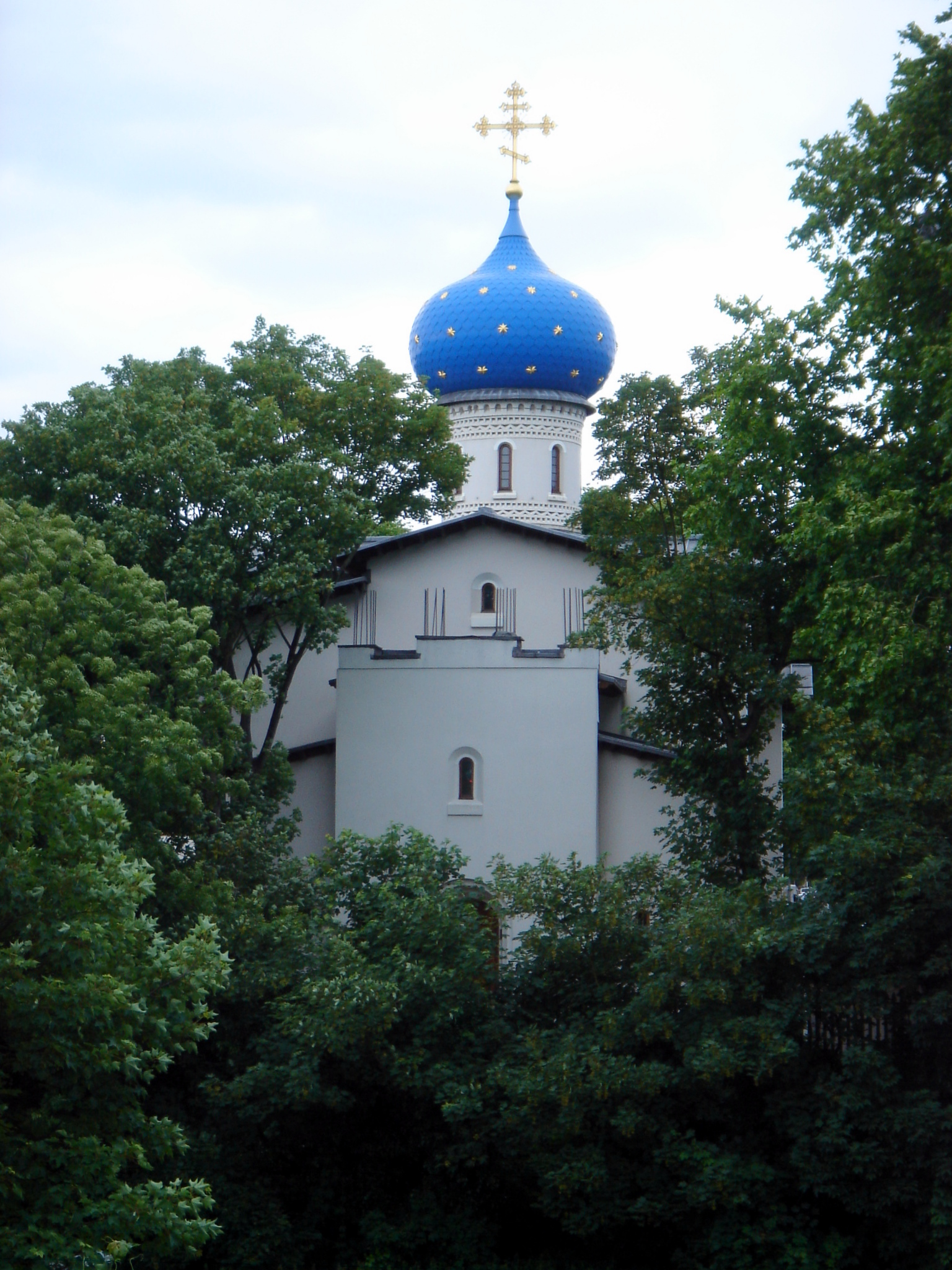
L'église orthodoxe russe de Gunnersbury.

Au sud de la station se trouve l'église principale de l'Église orthodoxe russe au Royaume-Uni. Elle s'appelle la Cathédrale de la Dormition de la Mère de Dieu et les Martyrs Royaux, la dernière partie de son titre référant au tsar Nicolas II et sa famille. Son clocher à bulbe bleu et or, une rareté en Angleterre, est visible du quai et des trains.